# Magnifica (album)
Magnifica è la terza raccolta della cantante Donatella Rettore, pubblicata nel 2006 dalla BMG Ricordi.

## Il disco
Si tratta di una raccolta in 3 CD dei maggiori successi della cantante. Oltre alle più famose (Kobra, Lamette, Splendido splendente, Donatella) vengono qui presentate per la prima volta in digitale diverse canzoni prese dal secondo album intitolato Donatella Rettore e da vari singoli, come Dea, lato B di Amore stella, e M'è scoppiata la testa, lato B di This time. Viene ripresentata anche Lailolà, del 1977, uscita solo come singolo.
Donatella Rettore ha presentato ufficialmente l'uscita del disco alle Messaggerie Musicali di Milano in corso Vittorio Emanuele II.

## Copertina
La copertina presenta Rettore trasformata in un originale battacchio/leonino tratto dall'opera di Antonello Morsillo "Nota bestiale" in tipico stile psichedelico dell'artista.

## Tracce
CD 1
1. Splendido splendente (D. Rettore; C. Rego)
2. I suoi baci negli occhi (D. Rettore; C. Rego)
3. Carmela (D. Rettore; C. Rego)
4. È morto un artista (D. Rettore; C. Rego)
5. Svegliati (D. Rettore; C. Rego)
6. Le mani (D. Rettore; C. Rego)
7. Nel viale della scuola è sempre autunno (D. Rettore; C. Rego)
8. Padre non piangere (D. Rettore; C. Rego)
9. Lailolà (D. Rettore; C. Rego)
10. Estasi (D. Rettore; C. Rego)
11. Magnifica (D. Rettore; C. Rego)
12. Donatella (D. Rettore; C. Rego)

CD 2
1. Kobra (D. Rettore; C. Rego)
2. M'è scoppiata la testa (D. Rettore; C. Rego)
3. Remember (B. Taupin; E. John)
4. Leonessa (D. Rettore; C. Rego)
5. Benvenuto (D. Rettore; C. Rego)
6. Diva (D. Rettore; C. Rego)
7. Eroe (D. Rettore; C. Rego)
8. Giulietta (D. Rettore; C. Rego)
9. Il filo della notte (D. Rettore; C. Rego)
10. Brivido (D. Rettore; C. Rego)
11. Oblio (D. Rettore; C. Rego)
12. La mia più bella canzone d'amore (D. Rettore; C. Rego)

CD 3
1. Lamette (D. Rettore; C. Rego)
2. Kamikaze rock'n'roll suicide (D. Rettore; C. Rego)
3. This Time (Kerr; Osborne)
4. Brilla (D. Rettore; C. Rego)
5. Karakiri (D. Rettore; C. Rego)
6. Amore stella (Morra; Fabrizio)
7. Dea (D. Rettore; C. Rego)
8. Sogno americano (D. Rettore; C. Rego)
9. Uomini uomini (D. Rettore; C. Rego; Pianigiani)
10. Le nuove favole non fanno così bene al cuore (F. Fantini; F. Federighi; D. Rettore; W. Bassani)
11. Gattivissima (D. Rettore; C. Rego)
12. Son Rettore e canto (D. Rettore; Nocenzi)